# 博伊斯 (路易斯安那州)
博伊斯（英語：Boyce），是美国路易斯安那州下属的一座城市。根据2010年美国人口普查，该市有人口1,004人。建置上，属于“town”。